# Phidget
Un phidget (parfois orthographié phydget) est un composant physique d'interface utilisateur. Le terme a été choisi par analogie avec les composants d'interface graphique, appelés widgets en anglais. De la même façon que les outils de construction d'interface graphiques permettent de composer des interfaces par simple assemblage graphique de widgets, l'objectif des phidgets est de rendre aussi facile la création d'interfaces tangibles.
Les phidgets sont un jeu de blocs de construction pour la détection bas prix et le contrôle depuis un ordinateur individuel. Tous les phidgets se connectent sur port USB ; la complexité est masquée par une interface de programmation (API) unifiée. Les applications peuvent être développées sous les systèmes d'exploitation Mac OS X, Linux et Microsoft Windows.
Les phidgets peuvent être programmés en utilisant une variété de logiciels allant de Java à Microsoft Office (via VBA).
Les phidgets sont issus d'un projet de recherche de 2001 dirigé par Saul Greenberg du département de sciences informatique de l'Université de Calgary. La diffusion est prise en charge par la société Phidgets, Inc, créée à la suite de ce projet.